# Barräle
Barräle war ein französisches Volumenmaß für Flüssigkeiten. Es war ein mittelalterliches Maß.
- 1 Barräle = 36 Pinten = 72 Nösel (franz.)